# Cichlinae

Cichlinae — це підродина риб з родини Цихлових, що походять з Північної, Центральної та Південної Америки в цілому близько 60 родів та 600 видів. Підродину було визначено в 1840 році австрійським зоологом і іхтіологом Йоганом Якобом Гекелем (Johann Jacob Heckel).

## Історія систематики
Довгий час до підродини належали лише два роди (Cichla та Crenicichla) в той час, як більшість цихлід шведським іхтіологом Свеном Куландером (Sven O. Kullander) були віднесені до підродин Cichlasomatinae та Geophaginae. Куландер довів, що Cichlasomatinae та інші підродини, такі як Astronotinae, не були монофілетичними й американські іхтіологи Джон Спаркс (John S. Sparks) та Вільям Лео Сміт (William Leo Smith) запропонували об'єднати усіх цихлід в Cichlinae разом із Geophaginae як триби.

## Особливості
Тісний зв'язок цих зовні різних родів був простежений на основі молекулярно-біологічних досліджень й, практично, не підтримується морфологічними особливостями.

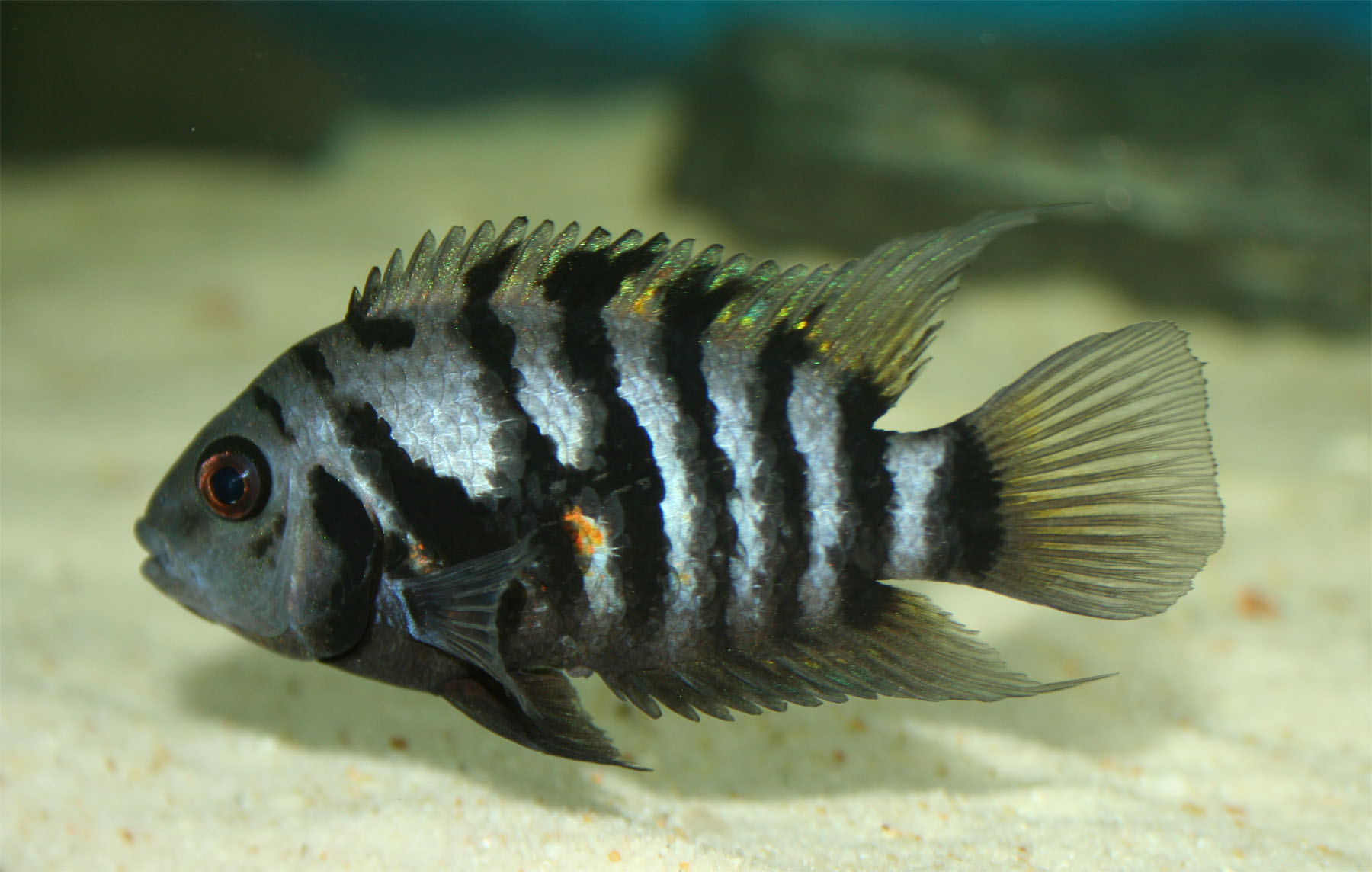
Чорносмугова цихліда
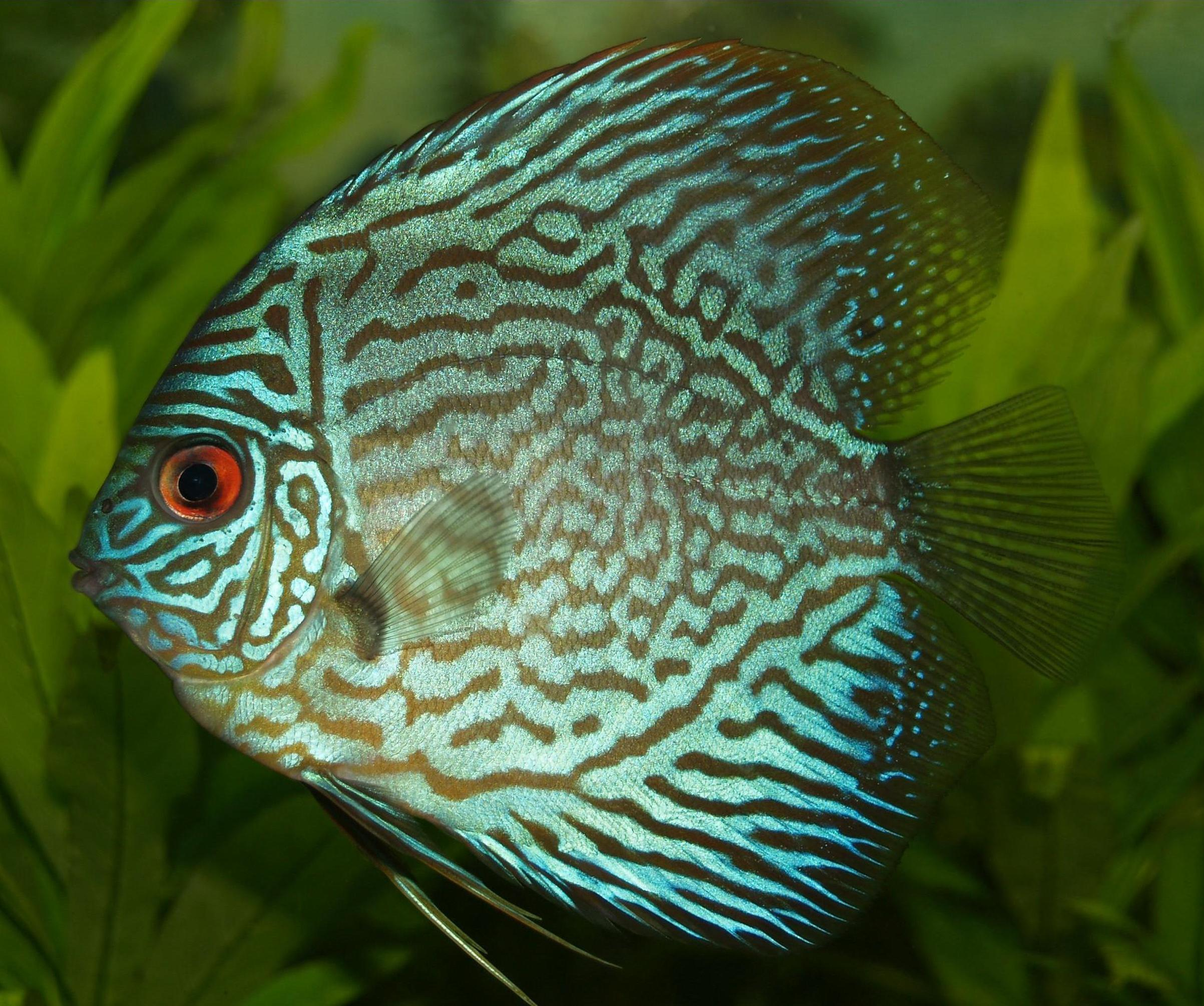
Дискус
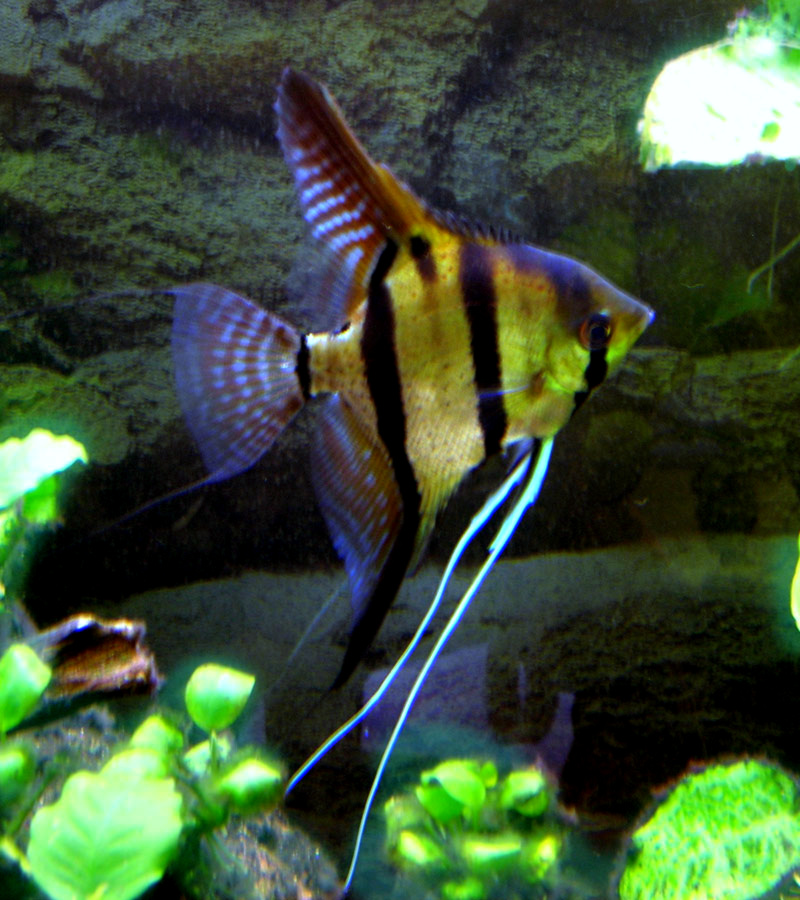
вітрильники, Скалярія
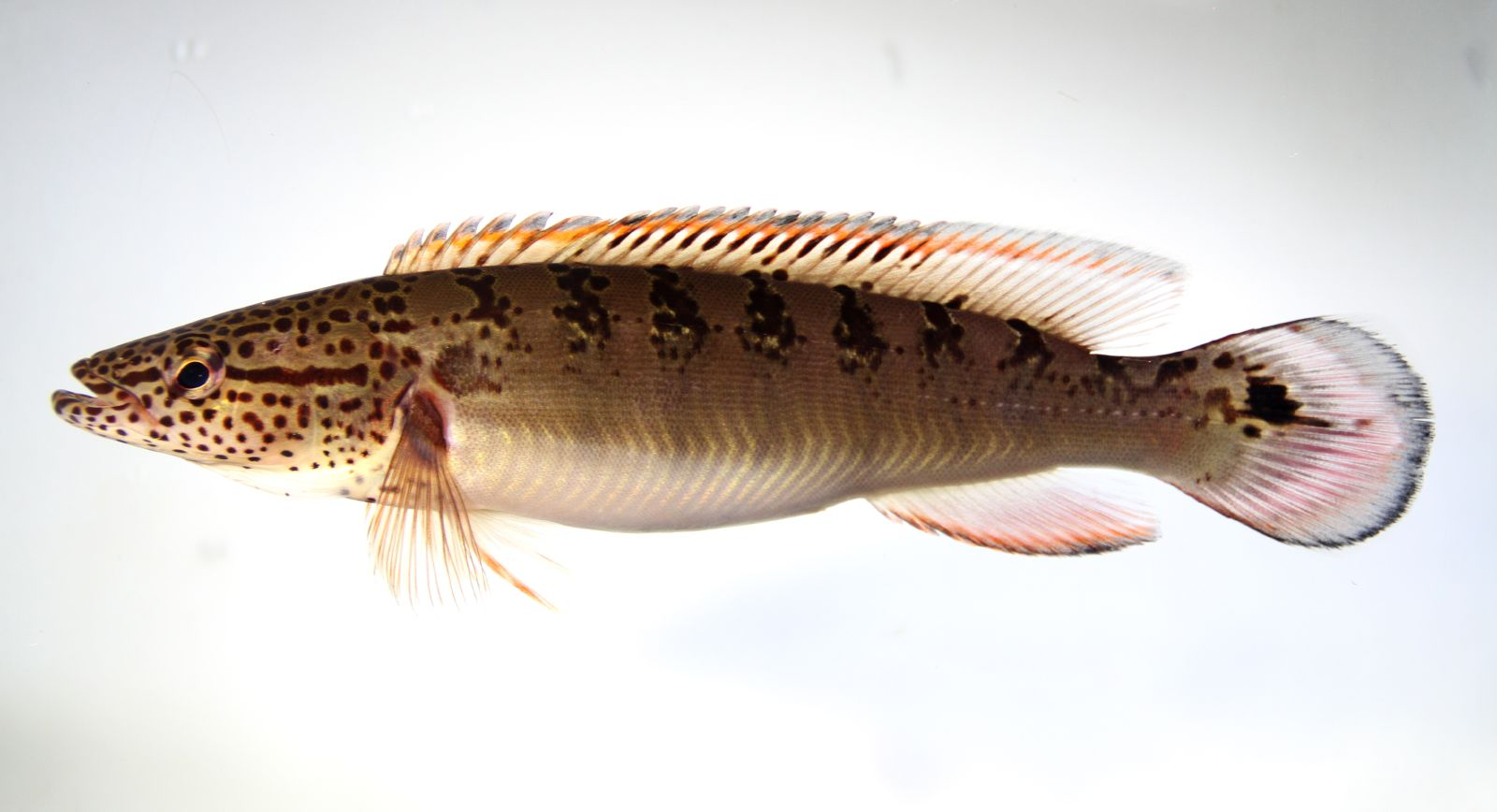
Crenicichla lenticulata

## Систематика
Cichlinae поділена на ряд триб:
- Триба Cichlini
  - Рід Cichla Bloch & Schneider 1801
- Триба Crenicichlini
  - Рід Crenicichla Heckel 1840
  - Рід Teleocichla Kullander 1988